# Vírgala Menor
Vírgala Menor en espagnol ou Birgarabarren en basque est un hameau faisant partie de la municipalité d'Arraia-Maeztu dans la province d'Alava dans la Communauté autonome basque.
Il y avait, en 2007, 3 habitants.

## Référence
1. ↑  Officiellement « Vírgala Menor - Birgarabarren » Euskal Herriko leku 2012-07-25 (Site d'Euskaltzaindia ou Académie de la langue basque)